# Parafia Opatrzności Bożej w Parczewie
Parafia Opatrzności Bożej w Parczewie – parafia rzymskokatolicka w Parczewie.
Parafia została erygowana 2 kwietnia 2000 r. przez bp. Jana Wiktora Nowaka. Do 2011 nabożeństwa odprawiane były w kaplicy. 22 października 2011 bp Zbigniew Kiernikowski poświęcił nową świątynię. 26 października 2014 r. w bocznej nawie zostały zainstalowane relikwie św Jana Pawła II, które poświęcił ordynariusz siedlecki bp Kazimierz Gurda.
Terytorium parafii obejmuje część Parczewa i Cichostowa oraz Augustówkę, Brudno, Glinny Stok, Koczergi, Komarne, Królewski Dwór, Laski, Miłków, Miłków-Kolonię, Pohulankę, Żminne.